# Powiatul Nowy Dwór Gdański
Powiat nowodworski este o unitate administrativ-teritorială (powiat) din voievodatul Pomerania, în nordul Poloniei. Aceasta a fost înființat pe 1 ianuarie 1999, ca urmare a reformelor guvernamentale poloneze adoptate în 1998. Sediul administrativ este orașul Nowy Dwór Gdański, care se află la 36 km sud-est de capitala regională Gdańsk.
Powiatul se întinde pe o suprafață de 671,53 km².

## Demografie
La 1 ianuarie 2013 populația powiatului a fost de 36.459 locuitori.
Date referitoare la populație (31 iunie 2011):
|  | Total  | Total | Femei  | Femei | Bărbați | Bărbați                    |
|  | oameni | %     | oameni | %     | oameni  | % Format:Demografia/raport |

### Evoluție
|  | Graficele sunt indisponibile din cauza unor probleme tehnice. Mai multe informații se găsesc la Phabricator și la wiki-ul MediaWiki. |

| Ani  | Populație (de pe 31 decembrie) |
| ---- | ------------------------------ |
| 1999 | 35 416                         |
| 2000 | 35 532                         |
| 2001 | 35 685                         |
| 2002 | 35 654                         |
| 2003 | 35 729                         |
| 2004 | 35 602                         |
| 2005 | 35 549                         |
| 2006 | 35 487                         |
| 2007 | 35 542                         |
| 2008 | 35 608                         |
| 2009 | 35 642                         |
| 2010 | 35 700                         |

## Comune

Comunele powiatului nowodworski

| Stemă | Comună                   | Tip     | Suprafață (km²) | Populație (2012) | Reședință         |
|       | Krynica Morska           | urbană  | 161             | 1 349            |                   |
|       | Comuna Nowy Dwór Gdański | rurbană | 213,2           | 18 252           | Nowy Dwór Gdański |
|       | Comuna Ostaszewo         | rurală  | 60,7            | 3 243            | Ostaszewo         |
|       | Comuna Stegna            | rurală  | 170             | 9 946            | Stegna            |
|       | Comuna Sztutowo          | rurală  | 111,53          | 3 669            | Sztutowo          |